# Joan Subirana i Ribera
Joan Subirana i Ribera   (Senterada, 14 d'abril de 1920 - Barcelona, 7 de febrer de 1996) va ser un mestre de català i poeta autodidacta. La seva família es va instal·lar a Tremp quan tenia set anys. La Guerra Civil li va estroncar els estudis de batxillerat.
És un activista cultural,un dels impulsors de la llengua catalana després del llarg parèntesi durant l'època franquista i el poeta trempolí més popular. Professionalment també va desenvolupar tasques a l'empresa familiar de gènere de punt situada a Casa Sullà de Tremp (actual edifici del Consell Comarcal del Pallars Jussà).
Va col·laborar amb les entitats trempolines de l'Orfeó de Tremp, l'Esbart Dansaire, Casal Catòlic Cultural Tremp, Club de Tennis Pallars, Club de Futbol Tremp i molts anys a Radio Tremp, La veu de la Conca. Albert Vives i Mir va musicar tres poemes seus: «Som hi tots», «Pasqua» i amb motiu del centenari del Cant Coral de Tremps l'«Himne del centenari».
Va ser nomentat fill adoptiu de la ciutat de Tremp, el 12 d'abril del 2006.

## Obres publicades
- Trempirene : poema èpic pirinenc (1981)
- En Tremp versat (2006), antologia a cura d'Albert Puiggròs; textos de Jordi Mir… et alii[5]